# Txatxalaca cul-roja
L txatxalaca cul-roja (Ortalis ruficauda) és una espècie d'ocell de la família dels cràcids (Cracidae). Aquest txatxalaca habita zones boscoses i d'arbusts de les terres baixes del nord-est de Colòmbia, nord de Veneçuela i les illes de Tobago i Margarita.